# Koraljni greben
Koraljni greben je struktura u obliku grebena u moru, koju tvore žarnjaci i koja s vremenom postane dovoljno velika da ima značajan ekološki i fizički utjecaj na svoju okolinu. To su najveće strukture izgrađene od živih organizama na svijetu. Ukupna površina koraljnih grebena iznosi 600.000 km2, a na Maldivima se grebeni izdižu do 2200 metara iznad morskog dna.
Koraljni grebeni su pretežno izgrađeni od koralja iz skupine Scleractinia, ali u izgradnji grebena sudjeluju i vatreni koralji (Millepora) kao i plavi koralji (Heliopora coerulea) u tropskom Indopacifiku. Scleractinia mogu opstati od velikih dubina do plićaka, sve do površine mora. Oni tijekom mnogo vijekova izgrađuju strukturu grebena od svojih skeleta sastavljenih od kalcijevog karbonata.
Koraljni grebeni su kompleksni morski ekosustavi. Oni su biotop (područje života) biocenoze (zajednice živih bića) koja se sastoji od biljaka i životinja, na primjer crva, školjki, spužvi, bodljikaša i rakova. Koraljni grebeni imaju značajnu ulogu kao "odgajališta" za potomke riba koje nastanjuju otvorena mora.
Koraljni otok nastaje kroz dugotrajne promjene nivoa vode. Budući da koraljni greben može rasti samo do morske površine, kasnijim spuštanjem razine vode ili izdizanjem dna nastaje jedno ili više otoka, obično u obliku atola.

## Biologija
Živi koralji su malene životinje u ljusci od kalcijevog karbonata. Greška je govoriti o koraljima kao biljkama ili kamenju. Glave koralja sastoje se od nakupina induvidualnih životinja, koje se zovu polipi, raspoređenih u raznolike oblike. Polipi su obično sićušni, ali mogu biti veliki kao vrh čiode ili do 30,5 cm.
Koralji koji grade grebene ili hermatipski koralji žive samo u eufotičnoj zoni (iznad 50 m), tj. na dubini do koje dospijeva dovoljno svjetlosti za odvijanje fotosinteze. Koraljni polipi ne vrše fotosintezu, ali žive u simbiozi sa zooksantelama; ti organizmi žive u tkivu polipa i pribavljaju im hranjive tvari. Zbog tih odnosa, koraljni grebeni mnogo brže rastu u čistoj vodi, koja propušta više svjetlosti. Bez te simbiotske veze, koralji bi rasli presporo za formiranje bilo kakvih značajnih grebenskih struktura. Koralji dobivaju do 90 % svojih hranjivih tvari iz te veze.
Grebeni rastu kako polipi i ostali organizmi stvaraju talog kalcijevog karbonata, osnove korala, kao skeletalne konstrukcije ispod i oko sebe, što gura vrhove korala prema gore i van. Valovi, ribe koje se hrane koraljima (npr. ribe papige), morski ježinci, spužve i ostale sile i organizmi djeluju kao bioerodanti, mrveći skelete koralja na djeliće koji padnu na neke dijelove grebena ili formiraju pješčana dna u grebenskim lagunama. Mnogi drugi organizmi koji nastanjuju grebene također na isti način doprinose taloženju kalcijevog karbonata. Alge iz reda Corallinales znatno doprinose formiranju strukture grebena u onim njegovim dijelovima, gdje je djelovanje valovanajveće. Te alge čine strukturu grebena čvršćom slojevitim taloženjem vapnenca po površini grebena.
Kolonije koje tvore poznate vrste koralja, kojih ima oko 1000, tvore razne oblike, kao na primjer oblik mozga, kupusa, ploče, rogova, žica i stupova.
Koralji se razmnožavaju i spolno i bespolno. Jedan induvidualni polip tijekom života koristi obje metode razmnožavanja. Koralji se razmnožavaju spolno bilo unutrašnjom ili vanjskom oplodnjom. Reproduktivne stanice nalaze se u membranama mezenterija, koje se šire prema unutra iz sloja tkiva koji oblaže stomačnu šupljinu. Neki odrasli korali su hermafroditi; drugi su isključivo muškog ili ženskog spola. Nekolicina vrsta mijenja spol tijekom odrastanja.
Jaja oplođena unutrašnjom oplodnjom razvijaju polip u periodu od nekoliko dana do nekoliko tjedana. tijekom daljnjeg razvoja nastaje malena larva, koja se naziva planula. Jaja oplođena vanjskom oplodnjom razvijaju se tijekom istovremenog mriještenja. Polipi otpuštaju jaja i spermu u vodu odjednom, istodobno. Jaja se rasprše preko jednog velikog područja. Vrijeme mrijesta zavisi od godišnjeg doba, temperature vode i plime i oseke. Mriještenje je najuspješnije kada je razlika između plime i oseke malena. Što je kretanje vode manje, to su šanse za oplodnju veće. Idealno vrijeme je u proljeće. Otpuštanje jaja ili planula obično se javlja noću, a ponekada je vezano za lunarni ciklus (javlja se tri do šest dana nakon punog mjeseca). Period između otpuštanja do vezivanja za podlogu traje samo nekoliko dana, ali neke planule mogu tako preživjeti nekoliko tjedana. Mete su grabežljivaca i uvjeta u okolini. Nekoliko planula koje se uspiju spojiti za podlogu počinju se nadmetati za hranu i prostor.
- Koralj u obliku mozga
- Koralj u obliku rogova
- Koralj u obliku uvijene žice
- Koralj u obliku stupa

## Darwinov paradoks
tijekom svog putovanja na Njuškalu, Darwin je opisao tropske koraljne grebene kao oaze u pustinji oceana. Osvrnuo se na paradoks da tropski koraljni grebeni, koji spadaju u najbogatije i biološki najraznovrsnije ekosustave na Zemlji, opstaju okruženi tropskim oceanskim vodama, koje im gotovo i ne pružaju nikakve hranjive tvari.
Koraljni grebeni pokrivaju manje od 0,1 % površine svjetskog oceana, ali ipak podržavaju više od jedne četvrtine svih morskih vrsta. Taj diverzitet uzrokuje složene hranidbene lance, u kojima veće ribe grabežljivice love manje, koje se opet hrane zooplanktonom itd. Međutim, sve hranidbene mreže na kraju ovise o biljkama, koje su primarni proizvođači. Primarna proizvodnja kod koraljnih grebena je vrlo visoka, te obično nastaje oko 5–10 g/cm−2na dan−1 biomase.
Jedan od razloga neobične čistoće tropskih voda je što su one siromašne hranjivim tvarima i planktonom. Nadalje, sunce sja tijekom cijele godine, zagrijavajući površinu vode, što je čini manje gustom od one u dubljim slojevima. Toplija voda razdvaja se od hladnije vode iz većih dubina jednim stabilnim termoklinom, gdje dolazi do znatne razlike u temperaturi vode. Tako topli površni sloj pluta iznad hladnije vode. U većini dijelova oceana postoji malo razmjene zimeđu ta dva sloja. Oragnizmi koji ugibaju u vodenim staništima uglavnom tonu na dno, gdje se raspadaju, otpuštajući hranjive tvari u vidu dušika (N), fosfora (P) i kalija (K). Te hranjive tvari su neophodne za razst biljaka, ali u tropskim vodama, oni se ne vraćaju na površinu direktno.
Biljke nastaju osnovu hranidbenog lanca, a trebaju svjetlost i hranjive tvari za rast. U oceanu, te biljke su uglavnom mikroskopski fitoplankton koji pluta kroz vodeni stup. Treba im svjetlost za fotosintezu, što pokreće fiksaciju ugljika, pa ih se može naći relativno blizu površini. Međutim, i njima trebaju hranjive tvari. Fitoplankton na površini ih vrlo brzo potroši, a u tropskim vodama ih obično ne mogu nadomjestiti zbog termoklina.
U blizini koraljnih grebena, lagune se ispunjavaju erodiranim materijalom s grebena i otoka. One postaju raj za morska živa bića zato što pružaju zaštitu od valova i oluja.
Najvažnije je što grebeni recikliraju hranjive tvari, što se na otvorenom oceanu događa mnogo rjeđe. Na koraljnim grebenima proizvođači su fitoplankton, kao i alge i koraljne alge, a naročito one malene koje se nazivaju busenaste alge, koje hranjive tvari predaju koraljima. Fitoplanktonom se hrane ribe i rakovi, koji dalje prenose hranu kroz hranidbeni lanac. Recikliranje osigurava manju potrebu za unošenjem hranjivih tvari u sustav, kako bi on opstao.
Koraljni grebeni podržavaju mnoge simbiotske veze. Na primjer, zooksantele koraljima pružaju energiju u vidu glukoze, glicerola i aminokiselina. Zauzvrat, koralji štite zooksantele, kojih u prosjeku ima oko milijun po kubnom centimetru koralja, i pružaju im ugljikov dioksid koji im je potreban za fotosintezu.
Koralji također unose hranjive tvari, uključujući i neorganski dušik i fosfor, direktno iz vode. Mnogi koralji noću šire svoje pipke, kako bi ulovili zooplankton iz uskomešane vode. Zooplankton polipima pruža dušik, a polip dijeli jedan dio dušika sa zooksantelama, kojima je on također potreban. Različiti pigmenti kod različitih vrsta zooksantela daju im smeđe ili zlatnosmeđe obojenje, a također i smeđim koraljima. Ostali pigmenti, poput onih koji daju crvenu, plavu, zelenu i ostale boje dolaze od pigmentiranih proteina koje stvaraju koraljne životinje. Koralj koji izgubi veliki dio svojih zooksantela postaje bijel (ili ponekada pastelnih boja, što se može primijetiti kod koralja, koji su bogati pigmentima koje im pružaju njihovi vlastiti pigmentirani proteini) i, ako se stanje ne popravi, koralj ugiba.
Spužve su još jedan ključ za objašnjavanje Darwinovog paradoksa. One žive u pukotinama u koraljnim grebenima. Efikasno se hrane filtriranjem, a u Crvenom moru konzumiraju oko 60 % fitoplanktona kojeg pronese morska struja. Spužve na kraju izbacuju hranjive tvari u obliku koji korali mogu koristiti.
Grubost površine koralja je ključna za preživljavanje u uskomešanim vodama. Obično je potopljeni predmet okružen graničnim slojem neuskomešane vode te predmet tako služi kao prepreka. Valovi koji se razbijaju o izuzetno grube rubove koralja ometaju granični sloj, te tako omogućavaju koralima pristup hranjivim tvarima. Turbulentna voda stoga potiče rast i grananje grebena. Bez grube površine, čak i uz najefikasnije recikliranje koralji bi ostali bez hranjivih tvari.
Modrozelene alge pružaju rastvorljive nitrate koji su potrebni grebenu putem fiksacije dušika.
Koraljni grebeni za hranjive tvari također često ovise o okolnim staništima, kao što su polja morskih trava i šume mangrova. Morske trave i mangrovi pružaju mrtve biljke i životinje koje su bogate dušikom i također služe za ishranu riba i životinja s grebena pružajući drvo i vegetaciju. Grebeni, opet, štite mangrove i morske trave od valova i stvaraju sedimente u kojima mangrovi i morske trave mogu rasti.

## Bioraznolikost
Koraljni grebeni spadaju u najproduktivnije ekosustave na svijetu i pružaju kompleksna i raznolika morska staništa koja podržavaju veliki broj drugih organizama. Rubni grebeni koji se nalaze tik ispod razine oseke također imaju međusobno koristan odnos sa šumama mangrova prilikom plime, s poljima morske trave između ta dva ekosustava: grebeni brane mangrove i morske trave od snažnih struja i valova, koji bi ih oštetili ili erodirali sedimente na kojima rastu, dok mangrovi i morske trave brane greben od velikog unosa mulja, slatke vode i zagađivača. Taj dodatna razina raznolikosti staništa pogodan je za mnoge vrste grebenskih životinja, koje se, na primjer, mogu hraniti morskim travama i koristiti grebene za zaštitu ili razmnožavanje.
Grebeni su dom za veliki broj različitih organizama, uključujući i ribe, morske ptice, spužve, žarnjake (u koje spadaju i neke vrste korala i meduze), crve, rakove (uključujući škampe, škampe čistače, jastoge i krabe), školjke (uključujući glavonoške), bodljikaše (uključujući morske zvijezde, morske rakove i morske krastavce), plaštaše, morske kornjače i morske zmije. Osim ljudi, sisvci na koraljnim grebenima su rijetka pojava; glavni izuzetak su kitovi poput delfina, koji ponekada prođu kroz ta područja. Neke od tih vrsta se direktno hrane koraljima, dok se druge hrane algama na grebenu. Biomasa grebena je pozitivno vezana za diverzitet vrsta.
Ista mjesta na grebenu su često nastanjena različitim vrstama u različito vrijeme tijekom dana. Noćni grabežljivci se danju skrivaju, dok se druge ribe skrivaju od jegulja i morskih pasa.

### Ribe
Koraljne grebene nastanjuje više od 4000 vrsta riba. Razlozi te raznolikosti ostaju kontroverzni. Postoje razne hipoteze, a jedna od njih je "hipoteza lutrije", prema kojoj su se prve ribe koje su nastanile greben (sretni dobitnici) uglavnom uspijevale obraniti od onih koje su došle poslije; druga hipoteza je "hipoteza kompeticije", prema kojoj se odrasle jedinke nadmeću za teritorij, a manje kompetitivne vrste moraju biti u stanju preživjeti u lošijim staništima; posljednja je "hipoteza predacije", prema kojoj je veličina populacije funkcija u smrtnosti riba nakon naseljavanja. Zdravi grebeni svake godine mogu stvoriti do 35 tona ribe po kvadratnom kilometru, ali oštećeni grebeni stvaraju mnogo manje.
U grebenske vrste spadaju:
- Ribe koje utječu na koralje hrane se ili malenim životinjama koje žive blizu koralja, algama ili samim koraljima. Ribe koje se hrane malenim životinjama su pripadnici Labridae, koji se hrane organizmima koji nastanjuju veće ribe, i Balistidae, koji se hrane morskim ježevima, dok u ribe koje se hrane algama spadaju Pomacentridae. Serranidae se hrane živim bićima koja nastanjuju alge, kao što su morski ježevi. Ribe koje se hrane koralima su pripadnici porodica Scaridae i Chaetodontidae.
- Ribe koje kruže rubovima grebena ili obližnjih livada morskih trava su grabežljivci, poput pripadnika roda Trachinotus, potporodice Epinephelinae, raznih skuša, nekih vrsta morskih pasa, barakuda i pripadnika Lutjanidae. Grebene nastanjuju i ribe koje se hrane biljkama i planktonom. Ribe koje se hrane morskomm travom su neki pripadnici Lutjanidae, te rodovi Pagellus i Conodon. Ribe koje se hrane planktonom su rod Caesio, raže, rod Chromis i nožne Holocentridae, Apogonidae i Myctophidae.

Ribe koje nastanjuju koraljne grebene mogu biti jednako šarene kao i greben. Dobri primjeri su Scaridae, Pomacanthidae, Pomacentridae, Clinidae i Chaetodontidae. Noću neke mijenjaju svoje boje u neke koje su manje uočljive.

### Beskralježnjaci
Morski ježevi, pripadnici Dotidae i morski puževi hrane se algama. Neke vrste morskih ježeva, kao što su Diadema antillarum, mogu imati ključnu ulogu u sprječavanju algi od pretjeranog rasta na grebenima. Gološkržnjaci i moruzgve hrane se spužvama.
Određeni broj beskralježnjaka, koji se kolektivno nazivaju kriptofaunom, nastanjuju sami supstrat skeleta koralja, bilo bušenjem kroz skelet (procesom bioerozije) ili živeći u već postojećim šupljinama i pukotinama. Životinje koje buše stijenu su spužve, školjke i štrcaljci. U one koje nastanjuju greben spadaju mnoge druge vrste, naročito rakovi i mnogočetinaši.

### Alge
Grebeni su sve vrijeme u opasnosti od pretjeranog rasta algi. Prevelik izlov ribe i višak hranjivih tvari s obale može omogućiti algama da postanu uspješnije od korala i izazovu njihovo izumiranje. U istraživanjima provedenim oko pretežno nenastanjenih tihooceanskih otoka, koji pripadaju SAD-u, pokazalo se da alge nastanjuju veliki dio istraženih lokacija s koraljima. Populacija algi sastoji se od busenastih algi, koralnih algi i makroalgi.

### Morske ptice
Sustavi koraljnih grebena su važna staništa morskih ptica, u koje spadaju i neke ugrožene vrste. Na primjer, Atol Midway na Havajima je stanište gotovo tri milijuna morskih ptica, uključujući i dvije trećine (1,5 milijuna) svjetske populacije Phoebastria immutabilis i jednu trećinu svjetske populacije Phoebastria nigripes. Svaka vrsta morskih ptica ima specifična mjesta za gniježđenje na atolu. Na Midwayu živi sveukupno 17 vrsta morskih ptica. Phoebastria albatrus je najrjeđi, s manje od 2200 preživjelih jedinki nakon pretjeranog lova radi perja tijekom kasnog 19. stoljeca.

### Ostali
Morske zmije se hrane isključivo ribama i njihovom ikrom. Tropske ptice poput čaplji, bluna i pelikana hrane se grebenskim ribama. Neki gmazovi koji pretežno žive na kopnu također su vezani za grebene, na primjer varani, morski krokodil i polumorske zmije kao što je Laticauda colubrina. Morske kornjače se hrane morskim spužvama.
- Koraljne ribe u jatu
- Sepioteuthis sepioidea
- Stenopus hispidus
- Triaenodon obesus gotovo isključivo nastanjuje koraljne grebene
- Zelena morska kornjača
- Divovska školjka
- Meki koralji, čašasti koralji, spužve i ascidije (Ascidiacea)
- Laticauda colubrina
- Školjka vrste Latiaxis wormaldi, jednog koraljnog puža

## Vrste grebena
Prema zemljopisskoj rasprostranjenosti, koraljni grebeni mogu se podijeliti na dvije vrste: tropske koraljne grebene i dubokomorske koraljne grebene.

### Tropski grebeni
Koralji koji grade grebene u tropskim predjelima mogu preživjeti samo ako temperatura vode rijetko pada ispod 20 °C. Iz tih razloga se prostor gdje mogu preživjeti smanjuje na 30° sjeverne do 30° južne širine. U Atlantiku se najsjeverniji koraljni grebeni nalaze na obalama Bermuda (32° 30' sjeverne zemljopisske širine), a najjužniji malo sjevernije od Rio de Janeira (23° J). Doduše, u zaljevu Hatteras (34° S) na južnoj obali SAD-a postoje i dvije vrste korala koje inače grade grebene, ali tu ih ne grade. Slična je i situacija s Tihim oceanom kod obale Tokija (38° S). Tu se koraljni grebeni pojavljuju tek na otocima Ryukyu (30° S). Najjužnije se pojavljuju na Velikom koraljnom grebenu sjeverno od Brisbanea u zaljevu Moreton (27° 30' J), a još jedan tihooceanski greben koji se nalazi južnije od ostalih je kod Rapa Itija, na istoj zemljopisnoj širini. Kod otoka Lord Howe topla morska struja omogućava nastajanje grebena i na 31° 30' J. U Crvenom moru, koraljni grebeni se prostiru do sjevernih obala akapskog zaljeva (29° 30' S). Najjužniji koraljni greben na svijetu nalazi se u indijskom oceanu na arhipelagu Houtman Abrolhos, na zapadnoj obali Australije (29° J). Na zapadnoj obali indijskog oceana koraljni grebeni se prostiru do otoka Inhaca kod obale Maputo (26° J, Mozambik).
Budući da, većina koralja iz skupine Scleractinia živi u simbiozi sa zooksantelama, oni zavise od sunčeve svjetlosti, koja se znatno smanjuje s povećanjem dubine vode. Ukupna površina koju pokrivaju koralji iznosi oko 600 000 km². Svake godine se istaloži 640 milijuna tona koraljnog vapnenca.
Mogu se razlikovati dvije glavne kategorije tropskih koraljnih grebena:
- Litoralni (obalni) se mogu naći u plitkim područjima epikontinentalnog pojasa. Zbog miješanja slatke vode ti grebeni su bogatiji hranjivim tvarima nego neritički, pa ih zato češće nastanjuju koralji iz skupine Alcyonacea i alge.
- Neritički grebeni nalaze se daleko od kontinenta, kada se putem vulkanske aktivnosti iznad površine mora pojave otoci. Neritičke grebene se najčešće mogu naći u tropskom dijelu Tihog oceana (Havaji, Tahiti). Ovdje se zbog niske količine hranjivih tvari može naći više vrsta koralja nego u litoralnim grebenima.

### Dubokomorski grebeni
Mnogi koralji iz skupine Scleractinia mogu preživjeti i u hladnijim vodama s temperaturom ispod 20 °C. Poznato je 37 takvih koralja u Sredozemnom moru, ali oni doduše ne tvore grebene. Većina koralja u mlakim i hladnim vodama su pojedinačni koralji iz porodica Caryophylliidae i Dendrophylliidae, koji rastu vrlo sporo, ostaju maleni, pa stoga ne grade grebene. Za razliku od svojih tropskih srodnika, oni ne preživljavaju na sunčevoj svjetlosti već se hrane zooplanktonom.
Jedan izuzetak je rod Lophelia, koji gradi kolonije i, zajedno s vrstom Madrepora oculata, gradi ekstenzivne grebene sližne živicama. Najveći grebeni Lophelia dostižu visinu od 45 metara i dužinu od 2 kilometra. U odnosu na tropske koralje, oni rastu vrlo sporo. Rastu u prosjeku 7,5 mm godišnje, a najviše 20 do 25 mm godišnje. Vrlo veliki grebeni sagrađeni od tih korala su prema tome stari više tisuća godina. Pojas tih koraljnih grebena proteže se duž rubova europskog kopna od iberijskog poluotoka do Sjevernog rta. Dubokomorske grebene se obično može naći na dubinama između 200 i 600 metara. U norveškim fjordovima mogu se naći na dubini od 52 metra.
Čak su i koraljni grebeni hladnih voda ugroženi ljudskim djelovanjem. Osim zagađenja mora, suvremene metode ribolova predstavljaju najveću prijetnju tim staništima. Jedna jedina mreža za pridneno koćenje može u nekoliko minuta uništiti greben koji je nastajao nekoliko godina.

## Vrste tropskih koraljnih grebena
Koraljni grebeni se znatno razlikuju po svojem obliku i nastanku.

### Rubni grebeni
Rubni grebeni protežu se duž obale većeg kopna ili nekog otoka. To je najrasprostranjeniji tip grebena, a u Crvenom moru gotovo i jedini. Rubni grebeni protežu se duž obala i mogu biti dugi kilometrima. Njihova širina je većinom manja od 100 metara, ali može iznositi i više stotina metara. Rubni grebeni nastaju upravo na obali u visini vode za vrijeme oseke, a rastom se šire dalje od obale. Njihova konačna širina zavisi od toga gdje dno mora iznenada strmo opada. Gornja površina rubnog grebena tako uvijek ostaje na istoj visini malo ispod razine mora. Kod starijih rubnih grebena, koji su se znatno proširili prema moru, događa se da su unutrašnji dijelovi udubili erozijom i stvorili lagunu. Lagune kod rubnih grebena mogu biti duboke između 100 i samo nekoliko metara. Kao i greben, one se protežu paralelno s obalom.

### Barijerni grebeni
Barijerni grebeni podsjećaju na kasni stadij lagunskih rubnih grebena. Razlikuju se od njih po svojoj veličini i nastanku. Njihove lagune mogu biti široke nekoliko kilometara s dubinom od 30 do 70 metara. Vanjski rub tih grebena nije ostatak grebena koji se prostirao od obale dotle, već se tu isprva i nalazio. Slično kao i kod nastanka atola, spuštanje morskog dna je glavni faktor nastanka ovih grebena. Budući da je za nastajanje grebena potreban jedan geološki proces, a barijerni grebeni nastaju sporije u odnosu na rubne, takva vrsta grebena je mnogo rjeđa. Najpoznatiji barijerni greben je Veliki koraljni greben. Ostali su: Koraljni greben Belizea i Lagune Nove Kaledonije. Barijerni grebeni mogu se naći i na obalama otoka Providencia, Mayotte, otocima Gambier, južnoj obali Kalimantana, dijelovima obale Sulawesija, jugoistočne Nove Gvineje i južnoj obali arhipelaga Louisiade.

### Platformni grebeni
Dok nabrojani tipovi grebena uvijek nastaju na obalama otoka ili kontinenata, platformni grebeni mogu nastati i u epikontinentalnom pojasu kao i na otvorenom oceanu, općenito bilo gdje, gdje se morsko dno proteže u pravcu vodene površine, tako da je omogućen rast zookstantelnih korala koji grade grebene. U južnom dijelu Velikog koraljnog grebena može se naći nekoliko platformnih grebena, skupine Swain i Capricorn u epikontinentalnom pojasu, 100 do 200 km od obale. Neki platformni grebeni kod sjevernih Maskarenskih otoka nalaze se nekoliko tisuća kilometara od glavnog kopna. Platformni grebeni rastu u svim pravcima, za razliku od rubnih i barijernih koji se šire samo prema moru. Mogu dostići različite veličine, od nekoliko stotina metara do nekoliko kilometara. Uglavnom su ovalnog ili jako izduženog oblika. Dijelovi grebena mogu se prostirati sve do površine mora i tvoriti pješčane plaže i malene otoke, oko kojih će nastajati rubni grebeni. U sredini platformnog grebena može se nalaziti laguna. Nazivaju se mrljastim grebenima i dostižu promjer od oko 12 metara. Ako platformni grebeni nastaju na nekoj izduženoj strukturi, npr. na izumrlom barijernom grebenu, mogu biti poredani u jednu liniju. Takav je recimo slučaj na istočnoj obali Crvenog mora kod Jeddaha. Kod starijih platformnih grebena unutrašnji dio može toliko erodirati da to dovede do nastanka pseudoatola. Oni se od pravih atola mogu odvojiti samo preciznim istraživanjima i eventualno bušenjem. Nekoliko platformnih grebena kod lakadisvkih otoka dobili su oblik slova "U" stalnim djelovanjem vjetra i morskih struja.

### Atoli
Atoli u pravilu nastaju od rubnih grebena oko vulkanskih otoka. Tijekom vremena, otok erodira i tone ispod razine mora. Do nastajanja atola vodi i snižavanje morskog dna uz izdizanje razine mora. Na kraju ostaje greben koji kao prsten okružuje lagunu. Maldivi se sastoje od 26 takvih atola.

## Zone grebena
Svaki greben može se podijeliti na različite zone koje nastanjuju samo određene biljke i životinje zbog životnih uvjeta koji su tu prisutni. Te su zone različito istaknute kod različitih tipova grebena, a mogu i varirati i kod pojedinih grebena. Dolje je predstavljena uobičajena građa jednog rubnog grebena.
- Zona plaže je direktno vezana za kopno. Zbog oseke ona dvaput dnevno po nekoliko sati ostaje na suhome. Zonu obale pretežno nastanjuju krabe i zmije. Ispod razine mora tijekom oseke nalaze se alge, malene školjke i rakovi samci.

- U smjeru mora nadovezuje se krov grebena, vodoravni dio grebena.
  - U unutrašnjim područjima dominiraju smeđe i modrozelene alge, a dalje prema moru crvene. U toj zoni algi živi samo mali broj životinja. Najčešće se javljaju morski ježevi. Moguće je naći i zmijače i krabe. U ovoj zoni živi vrlo malen broj riba, pretežno maleni glavoči i slingurke. U vanjskim dijelovima zone algi rastu razni korali pripadnici Alcyonacea i Scleractinia.
  - U prijelaznoj zoni nalazi se veće bogatstvo vrsta. Voda je tu dublja i čišća, a njezino komešanje jače nego u mjestima bližim kopnu. Tu se mogu naći veće kolonije korala Scleractinia, koji mogu graditi takozvane mikroatole. Međutim, i ta područja mogu vrlo rijetko ostati na suhom.
  - Vanjsko područje između unutrašnjeg nagiba grebena i vanjskog ruba grebena nikada ne ostaje na suhom. U prosjeku je širok 10 metara, ima dubinu od 40 cm do jednog metra. Snažan rad valova onemogućava taloženje pijeska i sličnog materijala. Tu dominiraju korali iz skupina Scleractinia i Alcyonacea, a alge se mogu rijetko naći. Od riba se mogu naći pretežno pripadnici Pomacentridae, Labridae i Acanthuridae.
- Vanjski rub grebena je izložen jačem udaranju talasa. Dominiraju koralji skupine Scleractinia, a od njih više vrsta roda Acropora. Na područjima s jakim strujama rastu moruzgve (morske sase). Na rubu grebena i na gornjem dijelu grebenskog nagiba žive mnoge ribe, koje se skrivaju u koralima i hrane planktonom. U pukotinama žive organizmi koji se hrane filtriranjem, kao što su spužve i korali roda Tubastraea. Mnoge ribe također koriste te rupe za skrivanje, na primjer ribe iz skupine Myripristinae.
- U prednjem dijelu grebena, koji predstavlja prijelaz s grebenskog nagiba na otvoreno more, nalaze se grebenski supovi međusobno razdvojeni površinama pokrivenim pijeskom; sagrađeni su od korala. U dubljim vodama dalje od stupova nalaze se mnogi rodovi koralja iz skupina Scleractinia i Alcyonacea, čiji broj opada s porastom dubine. Prednji dio grebena je mjesto života mnogih riba, kao što su ribe iz porodica Chaetodontidae i Pomacanthidae. Tu se također mogu naći i ribe grabežljivice, kao što su ribe iz potporodice Epinephelinae i murine.

## Umjetni grebeni
Već nekoliko godina postoji trend gradnje umjetnih grebena. Primijetivši kako na potopljenim predmetima, kao što su brodovi i avioni, nakon nekoliko godina narastu grebeni, ljudi su počeli namjerno potapati umjetne objekte. Pri tome je bilo velikih neuspjeha, kao u slučaju grebena Osborne koji je napravljen od milijuna starih automobilskih guma, ali bilo je i uspjeha. Tako se npr. postavljaju tzv. grebenske kugle (betonske polukugle s mnogo rupa) i čelične strukture prema Biorock tehnologiji na područjima sa slabim strujanjem vode, kako bi se za kratko vrijeme mogli nataložiti minerali na koje se hvataju polipi koralja. I u akvaristici se radi na stvaranju umjetnih koralja.

## Značaj
Broj koraljnih grebena se ubrzano smanjuje - nestala je već jedna petina grebena. To se događa zbog izlova ribe dinamitom i cijaninom, izlova općenito, kao i industrijskog onečišćenja, izgradnje i nasukanih brodova.
Koraljni grebeni služe kao odličan izvor proteina za 800 milijuna ljudi u jugoistočnoj i južnoj Aziji, istočnoj Africi i na Karibima. Imaju veliku materijalnu vrijednost, zato što onemogućavaju eroziju obala i njihovo oštećivanje tijekom oluja. Turisti cijene njihovu ljepotu. Koraljni grebeni su također stanište velikog broja morskih bića i od velike su važnosti za njihovo preživljavanje.
Prema procjeni oceanologa je u travnju 2007. bilo uništeno 20 % svih koraljnih grebena na svijetu, a daljih 50 % je vrlo ranjivo.

## Geologija
Koraljni grebeni nastajali su i u prijašnjim povjesnim razdobljima. Dolomiti, Hoher Dachstein i druge planine u sjevernim vapnenačkim Alpima najvećim dijelom se sastoje od koraljnog vapnenca i zapravo su fosilizirani koraljni grebeni, koji su nastali tijekom alpske orogeneze. Kod Hoher Gölla mogu se i raspoznati zone jednog grebena s lagunom.
Prvi, koji su se pojavili još u prekambriju, bili su stromatoliti. Nisu ih tvorili žarnjaci, već su nastali spajanjem sedimentnih čestica tijekom rasta mikroorganizama, pretežno cijanobakterija. U donjem kambriju su nastali maleni grebeni koje su tvorili pripadnici Archaeocyatha (moguće specijalizirana skupina spužvi) sa stromatolitima. Dostizali su dužinu od 30 metara i širinu od najviše tri metra.
Pripadnici Tabulata i Rugosa bili su prvi pravi koralji koji su u periodu između ordovicija i perma gradili grebene. Od tada se može govoriti o postojanju pravih koraljnih grebena. U siluru i devonu grebeni nisu bili nastanjeni samo koraljima, već i stromatoporama, koje bi mogle biti u srodstvu sa spužvama. Nastajanje koraljnih grebena prekinuto je nakon permsko-trijaskog masovnog izumiranja, u kojem su nestali i pripadnici Rugosa i Tabulata. Nove koraljne strukture nastaju sredinom trijasa i napreduju tijekom cijelog mezozoika. U gornjem mezozoiku pripadnici Hippuritoida također postaju vrlo bitni graditelji grebena. Oni izumiru tijekom K-T izumiranja. Od tada su pripadnici Scleractinia najvažniji graditelji koraljnih grebena.

## Primjeri
- Veliki koraljni greben, najveći koraljni greben i prirodna struktura na svijetu
- Koraljni greben Belizea, jedan od dva druga najveća koraljna grebena
- Lagune Nove Kaledonije, drugi od dva druga najveća koraljna grebena
- Koraljni trougao,[37] koji obuhvaća Filipine, Istočni Timor, dio Indonezije, Novu Gvineju i SolomonskiOtoci, s otocima Raja Ampat u centru. Kod Raja Ampata je 2006. otkriveno 20 novih vrsta koralja.[38]

## Vanjske poveznice
- Riffe.de – Stranica o koraljnim grebenima Prof. Reinholda Leinfelder s velikim brojem internetskih poveznica
- Grebeni - fascinantna tema za nastavu u školi. Profil Bd. 13 od Leinfelder, R., Kull, U., Brümmer, F. (Hrsg.) 2. Auflage 2002. (E-tekst kao PDF-datoteka, razne verzije za skidanje)
- Koraljni grebeni - centri biodiverziteta i evolucije.[neaktivna poveznica] In: Hansch, W. (Hrsg.): Katastrophen in der Erdgeschichte. Wendezeiten des Lebens. - Museo, 19, 180–199, Heilbronn. Od Reinhold Leinfelder (E-tekst kao PDF-datoteka, 788 KB; alternativni izgled[neaktivna poveznica] 3,3 MB)
- palaeo.de/tv - Razgovori i prezentacije o grebenima direktorij poveznica (engl.) (njem.)
- Landsat slike koraljnih grebena na Zemlji[neaktivna poveznica]

Sestrinski projekti
|  | Zajednički poslužitelj ima još gradiva o temi Koraljni greben |